# Albany (Geórgia)
Albany é uma cidade localizada no estado americano de Geórgia, no Condado de Dougherty. A cidade foi fundada em século XVIII. Albany é a sede de condado de Dougherty.

## Demografia
Segundo o censo americano de 2000, a sua população era de 76.939 habitantes.
Em 2006, foi estimada uma população de 75.335, um decréscimo de 1604 (-2.1%).

## Geografia
De acordo com o United States Census Bureau tem uma área de
144,7 km², dos quais 143,8 km² cobertos por terra e 0,9 km² cobertos por água.

## Localidades na vizinhança
O diagrama seguinte representa as localidades num raio de 36 km ao redor de Albany.